# Ližnjan
 Ližnjan  (olaszul: Lisignano) falu és község Horvátországban, Isztria megyében. Közigazgatásilag Jadreški, Muntić, Šišan és Valtura települések tartoznak hozzá.

## Fekvése
Az Isztria délkeleti részén, Pólától 12 km-re délkeletre, a Kuje-öböltől ahol természetes kikötője található 2 km-re északnyugatra fekszik.

## Története
A Ližnjantól délkeletre fekvő Kuje-öböl már a történelem előtti időben ideális hely volt a hajók kikötésére. Itt egy római villa maradványai is előkerültek. Az öbölben település is állt, melyet a 12. század végén, 1197-ben "Cuvis" néven említenek először. Kikötőjét 1636-ban "Porto di Cue" néven említik. A 17. században a földművesek és halászok fogadalmi templomot emeltek itt a Kujei Boldogasszony tiszteletére. Az 1995-ben a templom területén kiterjedt ásatásokat folytattak, mely során ókori templom, valamint 5. századi, melegvízzel fűtött, mozaikpadlós épületek alapfalaira bukkantak. Előkerült egy Krisztus alakos lámpa is. A Kujei Boldogasszony templom ma Ližnjan szűkebb környékének a legjelentősebb ókori építészeti emléke.
A település neve római eredetű, nevét egykori birtokosáról Liciniusról kapta, akinek valószínűleg villagazdasága volt ezen a területen. A római uralom idején Ližnjan vidékéról lehetett ellenőrizni a Budava-öböl (ahol Hisztria fő kikötője volt), illetve Kamenjak-félsziget és a Kamenjak-fok közötti forgalmat, mely itt haladt át az Észak-Adriáról déli irányban. Ezért itt valószínűleg több római őrhely is volt. Ližnjan valószínűleg már a bizánci uralom idején, 6. században fontos település volt, erre pedig bizonyítékul szolgált egy kis templom, amely a napjainkban is megtalálható templom helyén állt. A település neve először 990-ben tűnik fel falusi villagazdaságként (villa rustica) "Liciniana" illetve "Licinianum" alakban. A mai falu első említése azonban csak 1149-ben történt "Lisinianum" alakban. Első lakosai Senjből, Poljicából és Imotskiból érkeztek és e területen alapították meg első közösségüket. 1303-ban "Villa Lisignani" néven említik. Az évszázadok során a terület urai többször váltogatták egymást. Ližnjan 1331-ig a pólai püspökséghez tartozott, majd az aquileiai pátriárka fennhatósága alá került. A 14. századtól a 18. század végéig a Velencei Köztársaság uralma alatt állt. 1527-ben és 1631-ben hatalmas méretű pestisjárvány sújtotta, melyek következtében lakossága majdnem teljesen kipusztult. 1624-ben lakossága mindössze mintegy kétszáz főt tett ki. A járványok után 16. és 17. században lényegében újratelepítették. Ekkor keletkeztek a szomszédos Valtura, Jadreški és Muntić települések is. Lakossága azóta lassan növekedett. Plébániáját 1582-ben említik először.
1797-ben megszűnt a Velencei Köztársaság. A település 1813-ig francia, majd 1918-ig osztrák uralom alatt állt. Az 1855-ös kolerajárvány 19 áldozatot követelt. 1879-ben a korábbi kisebb egyhajós templom helyén felépült a Szent Márton tiszteletére szentelt háromhajós plébániatemplom. A falunak 1857-ben 364, 1910-ben 916 lakosa volt. Lakói kiváló halászok voltak. Ližnjani halászok Anton Fedel és Stjepan Pola alapították meg a település első halászati társaságát, mely 14 tagot számlált. Néhány évvel később 1908-ban 36 taggal megalakult egyesületük is, mely a halászat fellendülését eredményezte. Az első világháború idején a lakosság többsége Ausztriába, Csehországba, Magyarországra távozott. A háború végén 1918. november 16-án partjai előtt történt az olasz "Cesare Rossarol" hajó katasztrófája. A hajó aknára futott, melynek következtében legénységének többsége odaveszett. A tragédiára emlékezve 1919-ben az áldozatok családjai a Munat Veliki-fok közelében emlékművet építtettek. A háború után a falu Olaszországhoz került. Az olasz fennhatóság alatt Trieszt szabad városának igazgatása alá tartozott. A halászati tevékenység tovább folytatódott, olasz vállalkozók konzervgyárat alapítottak a településen. Horvát lakosságának többsége az olasz kapituláció után csatlakozott a nemzeti felszabadító mozgalomhoz, melynek harcaiban 17 ližnjani esett el. A második világháború után Jugoszlávia része lett. Jugoszlávia felbomlása után 1991-ben a független Horvátország része lett. 2011-ben a falunak 1303, a községnek összesen 3916 lakosa volt. Lakói a mezőgazdaság mellett, főleg a turizmusból élnek, de sokan a közeli Pólában és Medulinban dolgoznak. Az utóbbi időben fejlődött a lovassport, a vadászat és a sporthorgászat is.

## Nevezetességei
- Szent Márton tiszteletére szentelt plébániatemplomát 1879-ben építették neoromán stílusban a korábbi kisebb templom helyén. Építése idején még a település közepén állt, de azóta Ližnjan már a tengerpart felé terjeszkedett, ezért mára a nyugati részére került. A templom háromhajós, három félköríves apszissal rendelkezik. A templom szélessége 15 méter, a főhajó hosszúsága 21, az oldalhajóké 16 méter. A középhajó 11 méter, az oldalhajók 7 méter magasak. A középhajó tíz, a diadalív kettő, négy és fél méter magas magas kőoszlopon nyugszik. Valamennyi oszlop egyetlen kőtömbből lett kifaragva.[5] Az oldalhajókban két kőből faragott oltár áll. A templomnak összesen öt oltára van. A főoltár alsó részén a szentségtartó kőből és márványból, az oltár felső része aranyozott, fából faragott, tiroli mester munkája. Minden oltárfülkében egy-egy szobor (Jézus Szíve, a Szűzanya, Szent József és Páduai Szent Antal) található. A templom berendezési tárgyainak többsége az építés idejéből származik. A harangtorony 1890-ben épült, szintén neoromán stílusú, 36 méter magas. Ballusztrádos felső része faragott kőből készült. A templom előtti kis teret oleánder, boróka és magnólia bokrokkal ültették be.[5]
- A faluhoz közeli Kuje-öbölben áll a Kujei Boldogasszony (Gospa od Kuj) tiszteletére szentelt templom, melyet a 17. században építettek. Egyhajós, négyszög alaprajzú épület, homlokzata felett kis nyitott harangépítménnyel. A templom körül 1995-ben ásatásokat végeztek, mely során egy ókori templom, valamint 5. századi melegvízzel fűtött, geometriai motívumokkal díszített mozaikpadlós épületek alapfalaira bukkantak. Előkerült egy Krisztus alakos lámpa is. A mozaikmaradványok ma üvegpadló alatt láthatók.[5]
- Az Irgalmas Szűzanya (Majka Božja od Milosti "na Muntu") tiszteletére szentelt temploma 1704-ben épült.[5] Egyhajós épület félköríves apszissal. Harangtornya 10 méter magas. Látványos Mária oltára van.
- Nesactium. A Liznjan szomszédságában elterülő Valtura és Muntić között egy érdekes régészeti ásatás található, amely a bronzkorból származik. A település lakói az illírek egyik népe a hisztrik voltak Isztria első lakosai, akik értékes nyomot hagytak az utókor számára Isztria egész területén. A Nesactium az antik kor egyfajta régészeti múzeuma, amely napjainkban a kulturális látványosságok kedvelői és a turisták számára hatalmas attrakcióként szolgál.

## Lakosság
| Lakosság változása | Lakosság változása | Lakosság változása | Lakosság változása | Lakosság változása | Lakosság változása | Lakosság változása | Lakosság változása | Lakosság változása | Lakosság változása | Lakosság változása | Lakosság változása | Lakosság változása | Lakosság változása | Lakosság változása | Lakosság változása |
| ------------------ | ------------------ | ------------------ | ------------------ | ------------------ | ------------------ | ------------------ | ------------------ | ------------------ | ------------------ | ------------------ | ------------------ | ------------------ | ------------------ | ------------------ | ------------------ |
| 1857               | 1869               | 1880               | 1890               | 1900               | 1910               | 1921               | 1931               | 1948               | 1953               | 1961               | 1971               | 1981               | 1991               | 2001               | 2011               |
| 364                | 448                | 517                | 582                | 683                | 916                | 825                | 864                | 790                | 737                | 703                | 642                | 646                | 763                | 989                | 1303               |